# Porga de Croatie
Porga (en grec : Ποργά) ou Porin (en grec : Πορίνος), est l'un des premiers dirigeants des Croates. Il est baptisé sous le règne d'Héraclius (610-641).

## Étymologie
Les premiers érudits comme Henry Hoyle Howorth croyaient que Porga était le fils de l'un des cinq frères Croates blancs qui avaient quitté la Croatie blanche (mentionnés dans De administrando imperio). Ils ont noté que le nom était rare et probablement pas d'origine slave. L'historien slovaque Pavel Jozef Šafárik a comparé le nom à Purgas, qui était le nom d'un chef mordve mentionné en 1229. Howorth considérait que les Croates étaient soumis à « des princes étrangers, peut-être d'origine Avar ». Franjo Rački considérait que Porga aurait pu être une transcription étrangère du nom slave Borko. Vladimir Mažuranić a noté qu'il s'agissait d'un véritable nom personnel qui était attesté dans le royaume médiéval de Croatie au moins depuis le XIIe siècle ainsi que dans le banat et royaume de Bosnie depuis le XIIe siècle sous la forme de Porug (Porugh de genere Boić, nobilis de Tetachich près de terrae Mogorovitch), Poruga, Porča, Purća / Purča et Purđa (vir nobilis nomine Purthio quondam Streimiri).
Récemment, le linguiste serbe Aleksandar Loma et l'historien Tibor Živković ont soutenu que le nom venait de l'expression iranienne pouru-gâo, traduite par « riche en bétail »,. L'historien et archéologue croate Ante Milošević a proposé une nouvelle thèse selon laquelle les différences de noms dans les chapitres 30 et 31 de De Administrando Imperio sont dues à des différences dans la tradition populaire. Selon Milošević, le chapitre 30 ressemble à la tradition des Lombards, dont les premiers dirigeants légendaires – Godin, Peron et Klafon – n'étaient pas de véritables personnages historiques, mais des divinités équivalentes au nordique Odin et au balto-slave Péroun. Au chapitre 30, Porin – comme le Longobard Peron, bien que probablement destiné à être Porga – n'était pas un véritable nom de dirigeant, mais la divinité slave Péroun,. Par conséquent, Porin et Porga étaient deux variantes différentes de la divinité Péroun, et non un ou deux noms de dirigeants historiques distincts. La thèse a ensuite été soutenue par Denis J. Alimov, qui a noté que le nom du chef mordve du XIIIe siècle, Purgas, dérive de la divinité du tonnerre Purgin, et qu'au Xe siècle en Rus' de Kiev, Péroun est devenu la divinité suprême associée au dirigeant.

## Histoire

### De Administrando Imperio
Selon Constantin VII (règne : 913 à 959) dans De Administrando Imperio Porga fut baptisé sous le règne de l'empereur Héraclius (r. 610-641), le chapitre 30, 2.10 dit : « À partir de ce moment-là, ils restèrent indépendants et autonomes, et ils demandèrent le saint baptême à Rome, c'est pourquoi des évêques furent envoyés pour les baptiser au temps de leur archonte Πορίνου (Porinou)". Le chapitre 31, 1.4, dit : « Ces mêmes Croates avaient pour archonte le père de Ποργα (Porga) à cette époque », et, 1.5, « L'empereur Héraclius ordonna et fit venir des prêtres de Rome, et en fit un archevêque et un évêque et des prêtres et des diacres, et baptisèrent les Croates ; à cette époque ces Croates avaient Porga pour leur archonte. » 
Cependant, le baptême eut peu d'impact puisque les Croates blancs furent finalement rebaptisés, cette fois par Rome, après avoir vaincu les Avars en 677 et s'étaient déjà installés dans la province de Dalmatie, se débarrassant de l'autorité franque. La conquête fut menée par cinq frères : Kloukas (Κλουκας), Lobelos (Λόβελος), Kosentzis (Κοσέντζης), Mouchlo (Μουχλώ), Chrobatos (Χρωβάτος) et deux sœurs Touga (Τουγά) et Bouga (Βουγά).

### Dates
Živković a souligné que Porga ne pouvait pas être Borna (r. 810-821) ou Branimir (879-892), avec lesquels l'ancienne génération de chercheurs a tenté de l'identifier. Le changement des noms de personnes nobles, qui sont passés de l'iranien (ou d'une autre langue d'origine différente) au slave, n'aurait tout simplement pas pu se produire en quelques générations seulement. En tant que tel, l'époque de la conquête des Avars par les Croates blancs est estimée au VIIe et non au IXe siècle. En l'absence de chronologie, le chercheur Henry Hoyle Howorth pensait que Porga était le fils de l'un des cinq frères mentionnés au chapitre 30 qui avaient quitté la Croatie blanche. Partant de cette hypothèse, l'historien croate Ivo Omrčanin pensait que Porga aurait régné vers 660-680, alors que son père aurait régné vers 635-660. L'historien serbe Tibor Živković a donc noté que, puisque la date la plus rapprochée possible de l'arrivée des Croates aurait été vers 630, le baptême devait avoir lieu avant 638, alors qu'Héraclius était encore en bons termes avec le pape. Cependant, cela signifierait que les Croates avaient deux archontes à l'époque d'Héraclius et qu'ils régneraient pendant six ou sept ans, ce qui est peu probable. Živković, s'appuyant sur De Administrando Imperio, pense que le baptême des Croates est lié à Constant II (r. 641-668), comme l'événement qui distingue le père de Porga (Héraclius I) de Porga (Héraclius Constantin).